# 浜洲線
浜洲線（ひんしゅうせん）は、中華人民共和国黒竜江省のハルビン駅と内モンゴル自治区の満洲里駅を結ぶ、全長935 kmの鉄道路線で、中華人民共和国とロシアのシベリア鉄道を結ぶ幹線である。

## 概要
浜洲線は南東ー北西方向に延びる線路で、全線が電化されており、ハルビン鉄路局が管轄している。線路は黒竜江省哈爾浜市（ハルビン市）を起点とし、松花江を渡って東北平原を横断する。その後にフラルキ区の嫩江を渡ると、内モンゴル自治区に入る。内モンゴル自治区に入ると大興安嶺山脈を越え呼倫貝爾草原（フルンボイル草原）を横切る。ハイラル駅を通過した後、ハイラル川の近くを走って満洲里駅に到着する。この先にあるザバイカリスク駅でシベリア鉄道支線に接続する。

## 歴史
- 1898年3月　設計が完成。
- 1898年6月　ハルビン側と満洲里側双方より着工。
- 1900年4月　ハルビン駅 - 安達駅間の線路敷設が完了。
- 1902年1月14日　臨時営業開始。
- 1903年7月　正式に営業開始。開業当時は直通の旅客列車が1往復、客貨混合列車が1往復であった。
- 1935年3月　満洲国が中東鉄道全線をソ連から買収。
- 1945年8月 ソ連が対日参戦し接収。中国長春鉄路とし、蔣介石政権と中ソ友好同盟条約を結び、同鉄道を30年間共同使用することを認めさせた。
- 1950年 同盟条約を改訂し（中ソ友好同盟相互援助条約）、その付属協定「長春鉄道・旅順・大連協定」により、長春鉄道の中国側へ返還された。
- 1983年　ハルビン駅 - 安達駅間の複線工事に着工。
- 1985年　121 kmの複線化が完了。
- 2013年　国際定期貨物列車「中欧班列」の運行開始[1]。
- 2017年12月28日　ハルビン駅 - 満洲里駅間の全線電化が完了[2]。

## 接続駅
- ハルビン駅：京哈線、哈大線、拉浜線、浜綏線、三棵樹線
- 大慶西駅：通譲線
- 三間房駅：平斉線
- 牙克石駅：牙林線